# Maury Gertsman

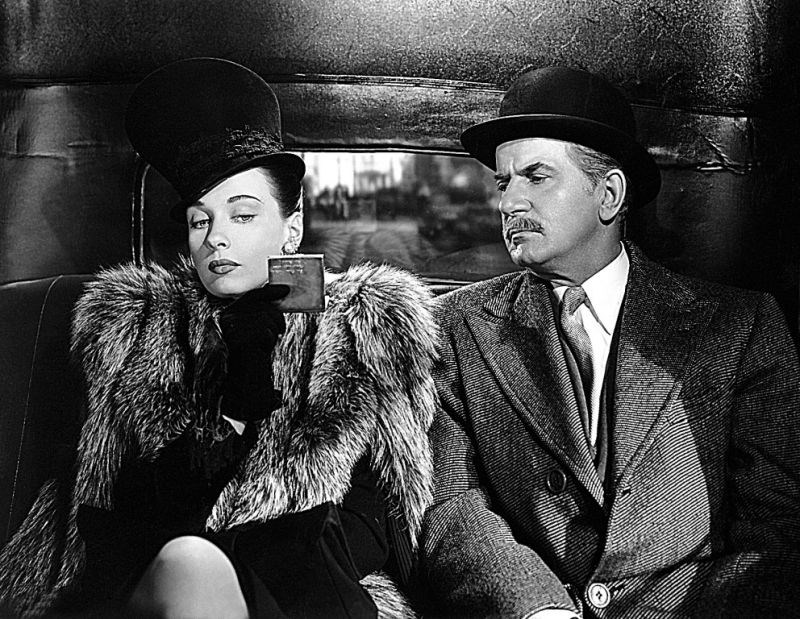
Sherlock Holmes et la clé (1946)
- Patricia Morison et Frederick Worlock -

Maury Gertsman (membre de l'ASC), né le 17 avril 1907 en Pennsylvanie, mort le 13 décembre 1999 à Los Angeles — Quartier d'Encino (Californie), est un directeur de la photographie américain.

## Biographie
Au cinéma, Maury Gertsman débute comme cadreur en 1934 et comme chef opérateur en 1942 (sur deux courts métrages). À ce second poste, principalement au sein d'Universal Pictures, il exerce sur plus de cent films américains (dont des westerns), le dernier sorti en 1967.
Mentionnons Rachel and the Stranger de Norman Foster (1948, avec Loretta Young et William Holden), La Femme sans loi de Louis King (1950, avec Joel McCrea et Shelley Winters), ou encore le film de guerre L'Enfer des hommes de Jesse Hibbs (1955, avec Audie Murphy dans son propre rôle).
À la télévision, Maury Gertsman est directeur de la photographie sur dix séries, de 1957 à 1972 (année où il se retire), dont vingt-six épisodes — diffusés en 1961 — de Monsieur Ed, le cheval qui parle, ainsi que sur un téléfilm (1966).

## Filmographie partielle
Comme directeur de la photographie, sauf mention contraire

### Au cinéma
- 1934 : Great Expectations (Great Expectations) de Stuart Walker (cadreur)
- 1935 : Le Monstre de Londres (Werewolf of London) de Stuart Walker (cadreur)
- 1937 : Behind the Mike de Sidney Salkow (cadreur)
- 1944 : A Wave, a WAC and a Marine (en) de Phil Karlson
- 1944 : The Riders of the Santa Fe de Wallace Fox
- 1945 : Song of the Sarong (en) d'Harold Young
- 1945 : Blonde Ransom de William Beaudine
- 1945 : Renegades of the Rio Grande (en) d'Howard Bretherton
- 1945 : Bad Men of the Border de Wallace Fox
- 1946 : Girl on the Spot de William Beaudine
- 1946 : Le Train de la mort (Terror by Night) de Roy William Neill
- 1946 : Les peaux-rouges attaquent (Gun Town) de Wallace Fox
- 1946 : Wild Beauty (en) de Wallace Fox
- 1946 : House of Horrors de Jean Yarbrough
- 1946 : La Femme loup (She-Wolf of London) de Jean Yarbrough
- 1946 : La Clef ou Sherlock Holmes et la Clef (Dressed To Kill) de Roy William Neill
- 1947 : Désirs de bonheur (Time Out of Mind) de Robert Siodmak
- 1947 : Singapour (Singapore) de John Brahm
- 1948 : Rachel and the Stranger de Norman Foster
- 1948 : Faisons les fous (Are you with it ?) de Jack Hively
- 1948 : Légion étrangère (Rogue's Regiment) de Robert Florey
- 1949 : Ma and Pa Kettle de Charles Lamont
- 1949 : Johnny le mouchard (Johnny Stool Pigeon) de William Castle
- 1950 : Le Bistrot du péché (South Sea Sinner) d'H. Bruce Humberstone
- 1950 : Sur le territoire des Comanches (Comanche Territory) de George Sherman
- 1950 : Louise (Louisa) d'Alexander Hall
- 1950 : L'Impasse maudite (One Way Street) d'Hugo Fregonese
- 1950 : La Femme sans loi (Frenchie) de Louis King
- 1951 : L'Enfant du désert (en) (Cattle Drive) de Kurt Neumann
- 1951 : Raid secret (Target Unknown) de George Sherman
- 1951 : Double Crossbones de Charles Barton
- 1951 : Les Pirates de Macao (en) (Smuggler's Island) d'Edward Ludwig
- 1951 : Quand tu me souris (Meet Danny Wilson) de Joseph Pevney
- 1952 : Les Conducteurs du diable (Red Ball Express) de Budd Boetticher
- 1952 : Ça pousse sur les arbres (It grows on Trees) d'Arthur Lubin
- 1952 : Ma and Pa Kettle at the Fair de Charles Lamont
- 1952 : Le Fils d'Ali Baba (Son of Ali Baba) de Kurt Neumann
- 1953 : La Légende de l'épée magique (The Golden Blade) de Nathan Juran
- 1953 : Le Démon blond (en) (The All American) de Jesse Hibbs
- 1953 : Démasqué (The Lone Hand) de George Sherman
- 1953 : Le Joyeux Charlatan (en) (Meet Me at the Fair) de Douglas Sirk
- 1953 : L'aventure est à l'ouest (The Great Sioux Uprising) de Lloyd Bacon
- 1953 : Le Justicier impitoyable (Back to God's Country) de Joseph Pevney
- 1953 : Le Crime de la semaine (The Glass Webb) de Jack Arnold
- 1954 : La Révolte des Cipayes (Bengal Brigade) de László Benedek
- 1954 : Seul contre tous (it) (Rails into Laramie) de Jesse Hibbs
- 1954 : Tanganyika d'André de Toth
- 1955 : L'Enfer des hommes (To Hell and Back) de Jesse Hibbs
- 1955 : So This Is Paris de Richard Quine
- 1955 : Les Forbans (The Spoilers) de Jesse Hibbs
- 1955 : Son seul amour (One Desire) de Jerry Hopper
- 1956 : La créature est parmi nous (The Creature walks among Us) de John Sherwood
- 1956 : Ne dites jamais adieu (Never Say Goodbye) de Jerry Hopper
- 1956 : Dix secondes de silence (World in My Corner) de Jesse Hibbs
- 1956 : Behind the High Wall d'Abner Biberman
- 1956 : Everything But the Truth de Jerry Hopper
- 1956 : La Proie des hommes (Raw Edge) de John Sherwood
- 1957 : Kelly et moi de Robert Z. Leonard
- 1957 : Gun Duel in Durango (en) de Sidney Salkow
- 1957 : Quand la bête hurle (Monkey on My Back) d'André De Toth
- 1958 : How to Make a Monster d'Herbert L. Strock
- 1959 : The Four Skulls of Jonathan Drake (en) d'Edward L. Cahn
- 1959 : Tombouctou (Timbuktu) de Jacques Tourneur
- 1960 : Five Guns to Tombstone (en) d'Edward L. Cahn
- 1960 : Gunfighters of Abilene (en) d'Edward L. Cahn
- 1962 : Six Chevaux dans la plaine de Harry Keller
- 1961 : Frontier Uprising (en) de Edward L. Cahn
- 1967 : Le Shérif aux poings nus (Gunfight in Abilene) de William Hale

### À la télévision
Séries, sauf mention contraire
- 1958 : Peter Gunn, Saison 1, épisode 6 The Chinese Hangman de Blake Edwards, épisode 8 Rough Buck de Blake Edwards et épisode 14 Sisters of the Friendless
- 1959-1960 : Aventures dans les îles (Adventures in Paradise), Saison 1, épisode 1 La Fosse du silence (The Pit of Silence, 1959) de Paul Stanley, épisode 2 La Perle noire (The Black Pearl, 1959) de Robert Aldrich, épisode 4 La Dame de Chicago (The Lady from South Chicago, 1959) de Paul Stanley, épisode 6 Safari en mer (Safari at Sea, 1959) de Robert Aldrich, épisode 7 Mission à Manille (Mission to Manilla, 1959) de Bernard Girard, épisode 14 Le Sceau de l'archer (The Archer's Ring, 1959) de Bernard Girard, et épisode 25 Mer interdite (The Forbidden Sea, 1960) de Bernard Girard
- 1961 : Monsieur Ed, le cheval qui parle (Mister Ed), Saison 1, 26 épisodes
- 1962-1968 : L'Extravagante Lucy (The Lucy Show), Saisons 1 à 6, 41 épisodes
- 1966 : The Carol Channing Show, téléfilm de Desi Arnaz